# 盱眙古城墙遗址
盱眙古城墙遗址位于江苏省淮安市盱眙县县城沿淮山脉山腰，全长13千米，现存8千米。
盱眙山城建于南宋绍兴六年（1130年），由张浚所建。作为宋金对峙前沿，城池相当坚固，城周27里，其中沿淮为砖石墙体，山上为夯土包砖墙体。
明初永乐年间靖难之役，以与明祖陵风水相背为由，下令调动兵马，将高大坚固的盱眙城墙拆除，城砖传递到百里以外的淮安。沿淮的砖城不复存在，而山上的城墙也拆去外面的墙砖，仅留一条长15里，顶宽3～5米的夯土土埂。
2019年3月20日，盱眙古城墙遗址公布为江苏省文物保护单位。